# 스텝 브라더스
《스텝 브라더스》(영어: Step Brothers)는 2008년 개봉한 미국의 코미디 영화이다. 애덤 매케이가 감독과 공동 각본을 맡았다.

## 줄거리
미성숙한 39살 브레넌과 40살 데일은 여전히 각자의 부모님 집에 얹혀산다. 브레넌의 이혼한 어머니 낸시와 데일의 상처한 아버지 로버트가 사랑에 빠져 결혼하면서 브레넌과 데일은 형제가 되어 함께 살게 된다. 서로를 싫어하던 두 사람이 크게 싸운 뒤 부모님들은 두 사람에게 한 달 내로 일자리를 구하지 않으면 쫓아내겠다고 통보한다.
브레넌의 오만한 계급주의자 동생 데릭이 찾아와 데일과 브레넌을 조롱하자 데일이 데릭의 얼굴을 친다. 그 용기에 브레넌은 감탄하고, 데릭에게 불만을 품어온 아내 앨리스는 매력을 느껴 데일과 불륜을 시작한다. 브레넌과 데일은 공통 취미인 음악을 통해 가까워진다.
로버트와 낸시는 집을 팔고 로버트의 범선을 타고 전 세계를 여행할 계획을 세운다. 데릭의 생일 파티에서 데일과 브레넌은 오락 사업 창립 구상을 발표하며 로버트 몰래 로버트의 범선에서 찍은 뮤직 비디오를 튼다. 두 사람이 이 뮤직 비디오를 찍으며 범선을 부숴 전 세계를 항해하겠다는 로버트의 꿈을 무너뜨린 걸 알게 되면서 부부 사이가 냉랭해진다. 부부는 크리스마스에 이혼을 발표하고 브레넌과 데일은 서로를 탓한다.
브레넌과 데일은 따로 독립해 살면서 어른답게 살기 시작한다. 데릭의 헬리콥터 대여 회사에 들어간 브레넌은 중요 행사를 맡아 데일이 일하는 케이터링 회사와 계약하고 로버트와 낸시를 초대한다. 그러나 행사 밴드 리드 보컬이 야유를 퍼붓는 손님을 참지 못하고 소동을 일으키자 데릭은 브레넌에게 책임을 돌린다. 예전처럼 어린아이의 마음을 살려보라는 로버트의 격려로 브레넌이 "그대와 함께 떠나리"를 부르고 데일은 드럼을 쳐서 분위기를 되살린다.
6개월 후 낸시와 로버트는 다시 합쳐 옛 집에서 함께 살고 브레넌과 데일은 오락 사업체를 성공시켜 노래방 지점 6곳과 노래방 기능이 딸린 식당 2곳을 운영한다. 로버트는 범선을 나무 위 집으로 개조해 형제에게 선물한다. 

## 출연
- 윌 페럴 - 브레넌 허프 역
  - 브라이스 헐러스 - 브레넌 허프 아역
- 존 C. 라일리 - 데일 도백 역
- 메리 스틴버전 - 낸시 허프 역
- 리처드 젱킨스 - 로버트 도백 의사 역
- 애덤 스콧 - 데릭 허프 역
  - 드미트리 스카일러린치 - 데릭 허프 아역
- 캐스린 한 - 앨리스 허프 역
- 앤드리아 새비지 - 데니즈 역
- 루리 포스턴 - 토미 허프 역
- 로건 매너스 - 크리스 가도키 역
- 트래비스 T. 플로리 - 적모 소년 역
- 웨인 페더먼 - 시각 장애인 역
- 마리아 퀴반 - 뉴스 진행자 역
- 대니엘 슈나이더 - 접수 담당자 역
- 질리언 비그먼 - 팸 그린지 역
- 세스 로건 - 스포츠 용품점 매니저 역
- 이언 로버츠 - 남성 심리 치료사 역
- 필 러마 - 두 번째 주택 구입 희망자 역
- 롭 리글 - 랜디 역
- 켄 정 - 직업 상담사 역
- 허레이쇼 샌즈 - 빌리 조엘 커버 밴드 리드 보컬 역
- 맷 월시 - 술 취한 회사 사람 역
- 페드로 미겔 아르세

## 기타 제작
- 공동 제작: 조슈아 처치
- 협력 제작: 제시카 엘바움
- 배역: 앨리슨 존스
- 미술: 클레이턴 하틀리
- 세트: 케이시 핼런벡
- 의상: 수전 매서슨